# Гайга, Милена
Милена Крестина Гайга (англ. Milena Crestina Gaiga, 30 августа 1964, Порт-Алберни, Канада) — канадская хоккеистка (хоккей на траве), полевой игрок. Участвовала в летних Олимпийских играх 1992 года.

## Биография
Милена Гайга родилась 30 августа 1964 года в канадском городе Порт-Алберни.
Училась в университете Виктории, где стала бакалавром образования и магистром спортивной физиологии.
Играла в хоккей на траве за «Оук Бэй», а также в 1985—1987 и 1989—1993 годах — за «Виккетс», в составе которой выиграла две золотых, одну серебряную и две бронзовых медали чемпионата Канадского межуниверситетского спортивного союза.
В 1989—1993 годах выступала за сборную Канады.
В 1990 году выступала на чемпионате мира в Сиднее, где канадки заняли 10-е место.
В 1992 году вошла в состав женской сборной Канады по хоккею на траве на летних Олимпийских играх в Барселоне, занявшей 7-е место. Играла в поле, провела 5 матчей, забила 1 мяч в ворота сборной Новой Зеландии.
По окончании игровой карьеры возглавляла комитет по развитию ресурса для тренеров по хоккею на траве FunStix, разрабатывала тренерские программы. Возглавляла юниорскую ассоциацию хоккея на траве штата Виктория.

## Увековечение
В 2015 году введена в Зал спортивной славы университета Виктории.